# 뇌사 임신부 생명유지치료
뇌사 임신부 생명유지치료(Maternal somatic support after brain death)는. 뇌사 임신부가 임신하고 있는 태아가 무사히 태어나도록 생명유지장치를 부착해서 치료하는 것이다. 뇌사 임신부의 태아는 일반적으로 제왕 절개를 통해 분만한다.
연명치료의 적합성에 대해서는 태아가 현재 생존이 가능한지 여부, 유지치료 후 얼마가 지나야 생존이 가능한지 여부, 철학 등에 따라 여러 견해가 있다..

## 같이 보기
- 아드리아나 스미스 임신 사건(Adriana Smith pregnancy case)
- 태아 생존 가능성(fetal viability)